# Australian Open 2021 - Doppio femminile in carrozzina
Yui Kamiji e Jordanne Whiley erano le detentrici del titolo, ma Whiley ha deciso di non partecipare. Kamiji ha fatto coppia con Momoko Ohtani, ma le due hanno perso in semifinale contro Diede de Groot e Aniek van Koot.
In finale de Groot e van Koot hanno sconfitto Kgothatso Montjane e Lucy Shuker con il punteggio di 6–4, 6–1.

## Teste di serie
1. Diede de Groot /  Aniek van Koot (campionesse)

1. Kgothatso Montjane /  Lucy Shuker (finale)

## Tabellone

### Legenda
| - Q = Qualificato - WC = Wild card - LL = Lucky loser | - ALT = Alternate - SE = Special Exempt - PR = Protected Ranking | - w/o = Walkover - r = Ritirato - d = Squalificato |

|  | Semifinali | Semifinali                          | Semifinali                          | Semifinali | Semifinali |  |  | Finale | Finale                         | Finale                         | Finale | Finale |  |
|  |            |                                     |                                     |            |            |  |  |        |                                |                                |        |        |  |
|  | 1          | Diede de Groot Aniek van Koot       | Diede de Groot Aniek van Koot       | 7          | 6          |  |  |        |                                |                                |        |        |  |
|  |            | Yui Kamiji Momoko Ohtani            | Yui Kamiji Momoko Ohtani            | 6(9)       | 4          |  |  | 1      | Diede de Groot Aniek van Koot  | Diede de Groot Aniek van Koot  | 6      | 6      |  |
|  |            | Angélica Bernal Macarena Cabrillana | Angélica Bernal Macarena Cabrillana | 1          | 4          |  |  | 2      | Kgothatso Montjane Lucy Shuker | Kgothatso Montjane Lucy Shuker | 4      | 1      |  |
|  | 2          | Kgothatso Montjane Lucy Shuker      | Kgothatso Montjane Lucy Shuker      | 6          | 6          |  |  |        |                                |                                |        |        |  |